# Gnathocera bourgoini
Gnathocera bourgoini är en skalbaggsart som beskrevs av Ruter 1964. Gnathocera bourgoini ingår i släktet Gnathocera och familjen Cetoniidae. Inga underarter finns listade i Catalogue of Life.